# Mercedes-Benz FCC
La Mercedes-Benz FCC, abréviation de Family Car China, est un concept car de voiture citadine créé par le constructeur automobile allemand Mercedes-Benz et présenté en 1994. Elle est spécialement développée pour le marché chinois.

### Sources
- 1994 Mercedes-Benz FCC